# Dysdera haykana
Espèce
Dysdera haykana est une espèce d'araignées aranéomorphes de la famille des Dysderidae.

## Distribution
Cette espèce est endémique d'Arménie.

## Description
Le mâle holotype mesure 9,22 mm.

## Systématique et taxinomie
Cette espèce a été décrite par Kosyan, Zamani et Marusik en 2023.

## Étymologie
Cette espèce est nommée en l'honneur de Hayk Nahapet.

## Publication originale
- Kosyan, Zamani & Marusik, 2023 : « Notes on Dysderidae (Arachnida, Araneae) of Armenia and Iran, with new species and records. » ZooKeys, vol. 1172, p. 117-130 (texte intégral).